# Eero Lehtonen
Eero Reino Lehtonen (21. duben 1898, Mikkeli – 9. listopadu 1959, Helsinky) byl finský atlet, dvojnásobný olympijský vítěz v pětiboji.

## Sportovní kariéra
Na olympiádě v Antverpách v roce 1920 zvítězil s velkou převahou v pětiboji (ten se skládal se skoku do dálky, hodu diskem, běhu na 200 metrů, hodu oštěpem a běhu na 1500 metrů). Na stejné olympiádě skončil v soutěži dálkařů šestnáctý. Startoval také v desetiboji, ale soutěž nedokončil.
Na olympiádě v Paříži v roce 1924 obhájil vítězství v soutěži pětibojařů (pořadí se tehdy určovalo podle součtu umístění v jednotlivých disciplínách a závodník s nejnižším součtem zvítězil). Byl rovněž členem finské štafety na 4 × 400 metrů, která nepostoupila z rozběhu do finále.